# Stane Malič
Stane Malič, slovenski glasbenik, * 30. oktober 1904, Trst, † 7. junij 1984, Trst.

## Življenje in delo
Rodil se je v družini krojača Franca in gospodinje Katarine Malič (rojene Moravec). Po končani meščanski šoli pri Sv. Jakobu v Trstu je pričel z učenjem  violine na Glasbeni matici v Trstu pri profesorju Ivačiču, ko pa je ta odšel v Ljubljano pa pri češkem profesorju Topiču. Kmalu se je začel učiti tudi klavir pri profesorju
Viktorju Šoncu, ko pa je ta moral zapustiti Kraljevino Italijo, ga je učil klavir in harmonijo dokler ni odšel v Ljubljano Vasilij Mirk. Vpisal se je na tržaški konservatorij Giuseppe Tartini, kjer je pri profesorju Viazzoliju študiral violino, kontrapunkt in kompozicijo pa pri profesorju Leviju.
Z zborovskim petjem in orglami se je seznanil že pri 16. letih v župnijski cerkvi na Opčinah. Poučeval je violino na Glasbeni matici v Trstu. Pod fašistično in nemško okupacijo je bil do sredine maja 1945 v Trstu zborovodja v cerkvi srbske pravoslavne Cerkve. Tri leta, vse do prepovedi 30. septembra 1927, je poučeval na tečajih za vzgojo zborovodij, ki sta jih organizirala tržaška Prosveta in Glasbena matica. Po prepovedi je s poučevanjem nadaljeval v svoji hiši. Teh tečajev se je udeleževalo osem zborovodij, med katerimi je bil tudi Drago Petaros. V orkestru Narodnega doma in Glasbene matice je igral violino ali violo, sodeloval je tudi pri vsakoletnih produkcijah Glasbene matice s svojimi učenci ali sam z violino ali klavirjem. Po vojni se je preselil na Opčine. Tu je 1956 začel delo s cerkvenim pevskim zborom in ga vodil do 1974. Bil je član godalnega orkestra in z njim večkrat nastopil v spevoigrah Miklova Zala in Petrčkove poslednje sanje. V Glasbeni matici je do 1952 poučeval violino in klavir, eno leto tudi na glasbeni šoli v Gorici. Pisal je skladbe za mešane, ženske in mladinske pevske zbore s spremljavo klavirja, nekaj solo spevov za sopran s klavirjem, ter preuredil razne skladbe napisane za moški zbor v skladbe za mešani pevski zbor. Njegova cerkvena glasba obsega: latinsko mašo z orglami, sedem slovenskih maš z orglami, Slava Bogu, tri Očenaše za mešani zbor, enega za moški zbor in tri nagrobnice. Napisal je tudi precej klavirskih skladb za mladino in nekaj skladbic za violiniste začetnike. Nekatere njegove skladne so bile izdane tudi v naslednjih zbirkah: Goriška pesmarica (1969), Zbori in samospevi (1975), Mešani, moški in ženski zbori (1977) in nekaterih drugih notnih gradivih: Notna gradiva-zbirka Trst (Stane Mlač) ali Slovenska zborovska glasba 47.
Leta 2007 so moško komorno pevsko skupino cerkvenega pevskega zbora sv. Jernej z Opčin poimenovali po Stanetu Maliču.